# Itaoca (São Gonçalo)
Itaoca é um bairro da Zona Oeste do município de São Gonçalo, no estado do Rio de Janeiro, no Brasil. É ligado ao continente através da chamada Ponte do Rodízio (denominada assim devido ao sistema rodante em semicírculo), destinada a dar acesso às embarcações que vêm do Rio de Janeiro ou da Ilha de Paquetá, com destino ao continente. 

## Topônimo
Seu nome é de origem tupi antiga e significa "casa de pedra", através da junção dos termos itá (pedra) e oka (casa). 

## Praias
O bairro é conhecido pela Praia da Luz, a praia mais famosa da cidade, que é palco de inúmeros eventos religiosos e comícios. Na praia, existe a Capela de Nossa Senhora da Luz, do século XVII. Em outra praia do bairro, a Praia da Caieira, há transporte de passageiros para a Ilha de Paquetá. Outras praias localizadas na Ilha de Itaoca são as praias da Boiada, de São João e da Beira. 

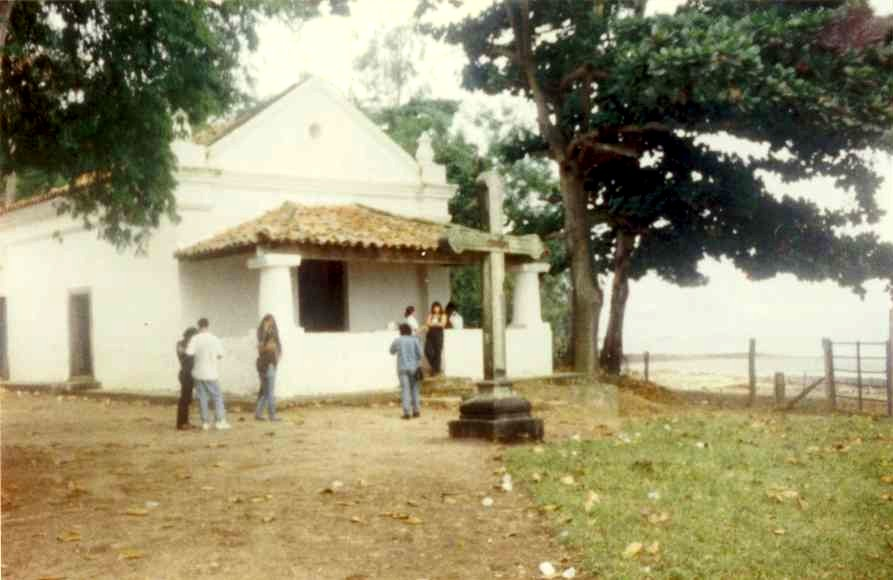
Capela de Nossa Senhora da Luz

Nas praias do bairro, encontram-se manguezais, falésias e praia de pedra vulcânica.